# Gracillaria verina
Gracillaria verina är en fjärilsart som beskrevs av Clarke 1971. Gracillaria verina ingår i släktet Gracillaria och familjen styltmalar. Inga underarter finns listade i Catalogue of Life.